# Jean de Selys Longchamps
Pour les autres membres de la famille, voir Famille de Selys Longchamps.
Jean de Selys Longchamps, né le 31 mai 1912 à Bruxelles et mort le 16 août 1943 sur la base RAF de Manston, est un officier de cavalerie (lieutenant de réserve au 1er régiment des Guides) de l'armée belge au début de la Seconde Guerre mondiale qui réussit à gagner le Royaume-Uni et à s'engager dans la RAF, au 609e squadron.
Il doit sa notoriété au mitraillage du siège de la Gestapo à Bruxelles, sis au 453 avenue Louise, le 20 janvier 1943.

## Biographie
Jean de Selys Longchamps, né le 31 mai 1912 à Bruxelles, est le fils du comte Raymond de Selys Longchamps, officier et homme politique, et d'Émilie de Theux de Meylandt et Montjardin. Du côté paternel, la famille de Selys est de vieille noblesse liégeoise. Le baron Jean de Selys Longchamps est l'oncle paternel de la baronne Sybille de Selys Longchamps, mère de Delphine de Saxe-Cobourg, princesse de Belgique.
Il a un parcours scolaire relativement laborieux changeant à plusieurs reprises de collège en raison de son indépendance d'esprit. 
Comme son père, il s'oriente vers la carrière militaire. En 1933, il entre à l’escadron-école du 1er régiment des Guides. En 1937, il est nommé sous-lieutenant de cavalerie.
Lors de la Seconde Guerre mondiale, il participe en mai 1940 à la campagne des 18 jours. Au sein du groupe cycliste de la 17e division d’infanterie, il combat à Lanaken, sur la Gette, sur la Lys ainsi qu’à hauteur du canal de jonction Meuse-Escaut. Refusant la capitulation au terme de la campagne, il parvient à rejoindre par mer la Grande-Bretagne 2 juin 1940 à partir de La Panne. 
Il retourne brièvement en France pour prendre part à la campagne de France en juin 1940. Il s'évade de France et par l'Espagne et le Portugal. Il revient en Angleterre à la fin de l'automne 1940 et parvient à se faire engager dans la Royal Air Force (RAF).
En janvier 1941, il est élève-pilote à l'école franco-belge d’Odiham de la RAF. Breveté pilote, il intègre le 30 septembre 1941 la 609e escadrille de chasse affectée à la défense du sud de l'Angleterre. C'est une période où la RAF retrouve l'initiative en harcelant les forces navales et aériennes allemandes. De Selys se spécialise dans les opérations à basse altitude à bord de son chasseur Hawker Typhoon, puissamment armé de quatre canons de 20 mm.

### Attaque du siège de la Gestapo
Ayant étudié la position géographique exacte de l'immeuble de douze étages qui était entièrement occupé par les bureaux de la Gestapo, Jean de Selys Longchamps réalisa que le bâtiment se situait sur l'avenue Louise exactement dans l'axe de l'avenue Émile De Mot. Il connaissait l'immeuble pour y avoir rendu visite à une connaissance avant-guerre.
Le matin du mercredi 20 janvier 1943, après avoir détruit une locomotive dans la région de Gand et sans l'autorisation de ses supérieurs, il survola Bruxelles au ras des toits pour déjouer l'artillerie anti-aérienne allemande. Il plaça ensuite son chasseur Hawker Typhoon en rase-motte dans la large avenue Émile De Mot, pointant sur l'immeuble de la Gestapo qui, avec quelques bâtiments voisins, lui barraient l'horizon. Il était 9 h 5, avec l'immeuble de la Gestapo dans sa ligne de mire, il ouvrit le feu de ses quatre canons de 20 mm et, au fur et à mesure de son approche, il abaissa le nez de son avion avant de le redresser de telle sorte que son tir balaya la totalité de l'immeuble de bas en haut, faisant voler en éclats les fenêtres de chaque étage, occupé par les bureaux des officiers qui donnaient sur l'avenue. Il passa ensuite au ras du toit. En s'éloignant de l'avenue Louise, Jean de Selys jeta un drapeau britannique et un drapeau belge au-dessus des toits de Bruxelles. À 9 h 44, le pilote belge atterrissait sain et sauf en Angleterre,.
La Gestapo releva cinq morts(entre autres Alfred Thomas, commandant adjoint de la Sipo-Sd) et une dizaine de blessés à tous les étages et, pendant plusieurs jours, les Bruxellois, en silence, défilèrent sur le trottoir d'en face au grand dam des nazis qui s'affairaient à restaurer la façade ouverte à tous vents. Pendant six semaines, l'immeuble de la Gestapo fut hors d'état de fonctionner, devant être réparé en urgence.
Le mitraillage de Jean de Selys Longchamps fut d'une telle précision qu'il ne toucha aucun des immeubles voisins durant son action. L'immeuble mitraillé existe toujours, et une plaque commémorative a été apposée à son entrée.

#### Bilan
Le raid de Jean de Selys a été entaché dès l'origine par quelques erreurs ou approximations et autres légendes. Dans un livre publié en 2023, la toute première biographie jamais écrite sur l'aviateur belge et autorisée par la famille de Selys, après une enquête très documentée et très rigoureuse, fait la lumière sur quelques éléments qui polluaient le récit. Ainsi, il est désormais établi que la légende d’un agent allié infiltré, habillé en officier allemand et fauché par les obus du Typhoon alors qu'il avait dans une de ses poches la liste de noms des membres d'un réseau de résistance que les nazis auraient démantelé à la suite du raid, est fausse. Un réseau a bel et bien été démantelé mais c'était cinq jours avant le raid de Jean de Selys. 
La biographie a également permis d'éclaircir l'épisode ayant trait à la rétrogradation du pilote. Dans la foulée de son raid, Jean de Selys a bel et bien été rétrogradé et a perdu son rang de Flight Lieutenant, mais la décision de lui retirer ses responsabilités au sein du 609e squadron avait été prise avant le raid comme le confirment des échanges de courriers qui figurent dans son dossier militaire. Ce que sa hiérarchie reprochait à Jean de Selys, bien qu'il fût excellent pilote, était d'être un piètre manager, peu intéressé de mener un flight (chaque squadron de la RAF était en effet composé de deux flights d'une dizaine de pilotes chacun).

### Mort
Jean de Selys Longchamps meurt le 16 août 1943 sur la base RAF de Manston, après s'être écrasé à l'atterrissage au retour d'une mission sur Ostende.

## Hommages et distinctions

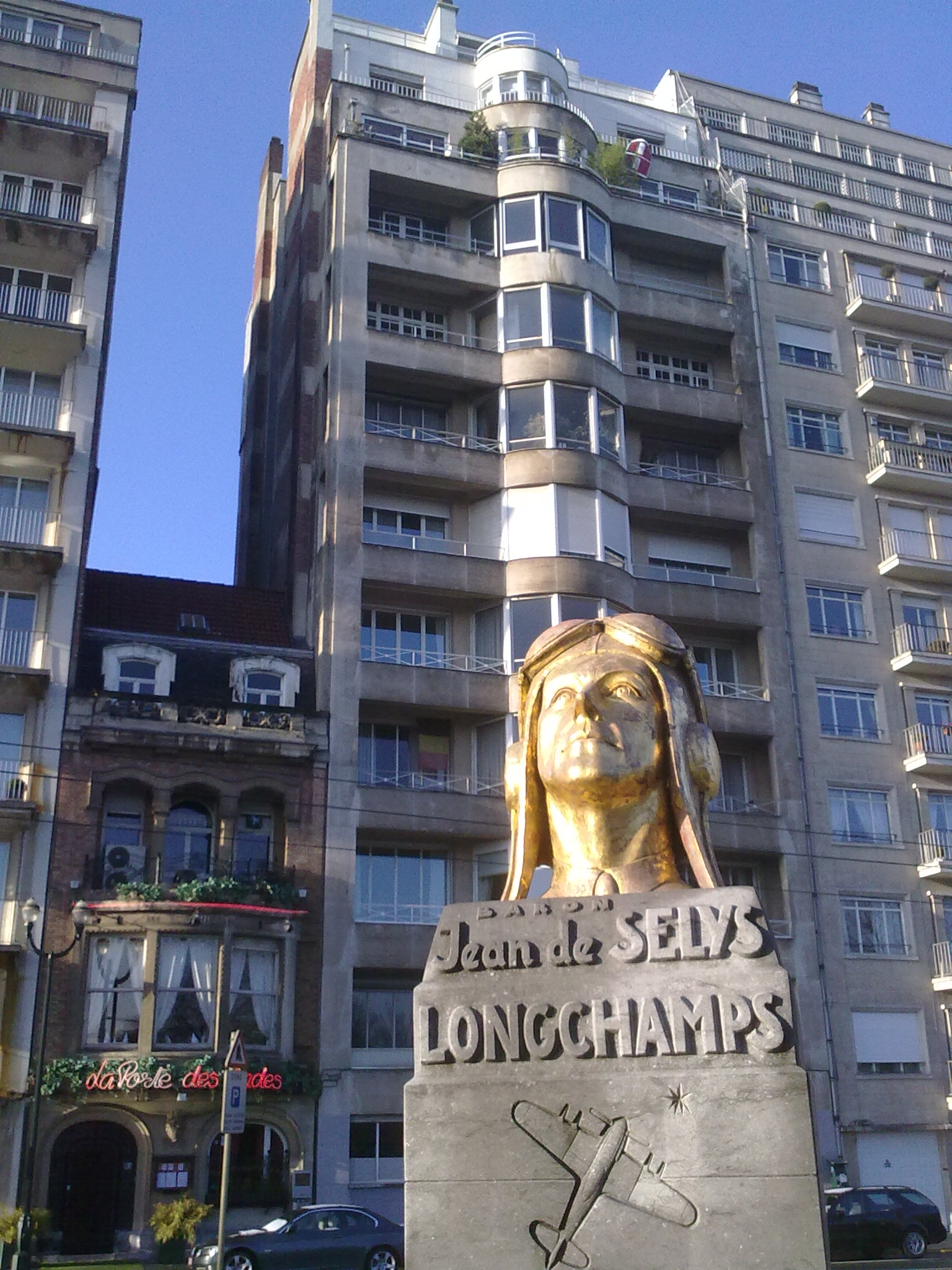
Buste de Jean de Selys Longchamps devant l'ancien siège de la Gestapo à Bruxelles.

Le 19 juin 1985, la ville de Bruxelles attribue officiellement le nom de « Carrefour de Selys Longchamps » au carrefour formé par l'avenue Louise, l'avenue Emile De Mot et deux autres rues. Son buste doré a été inauguré en 1993, soit 50 ans après son acte de bravoure. Il a été sculpté par Paul Boedts et fondu par Dirk De Groeve de Hansbeke.
Jean de Selys Longchamps a reçu les distinctions suivantes : 
- Distinguished Flying Cross (Royaume-Uni)
- Croix de guerre belge[18].

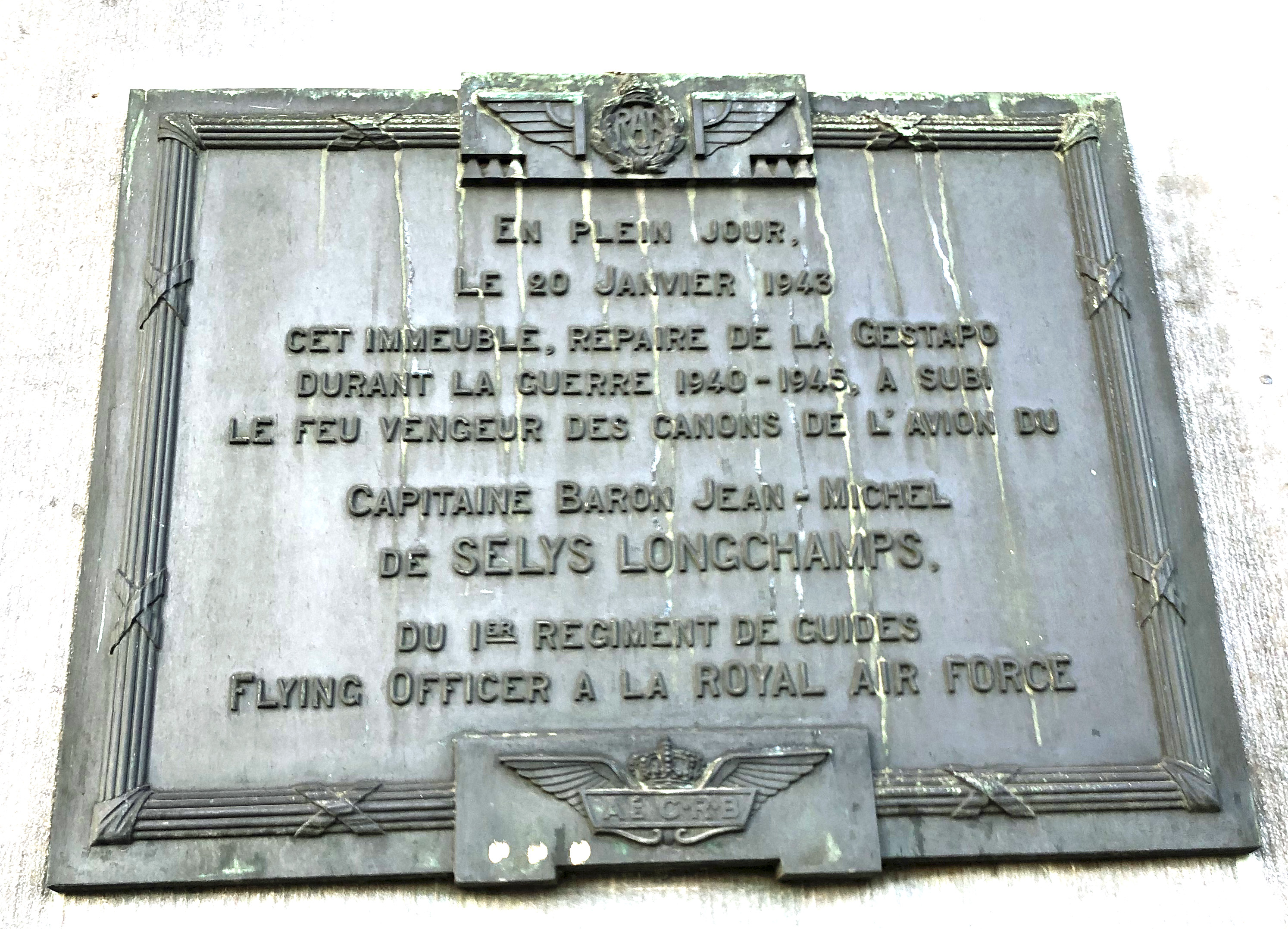
Plaque commémorative du 20 janvier 1943.
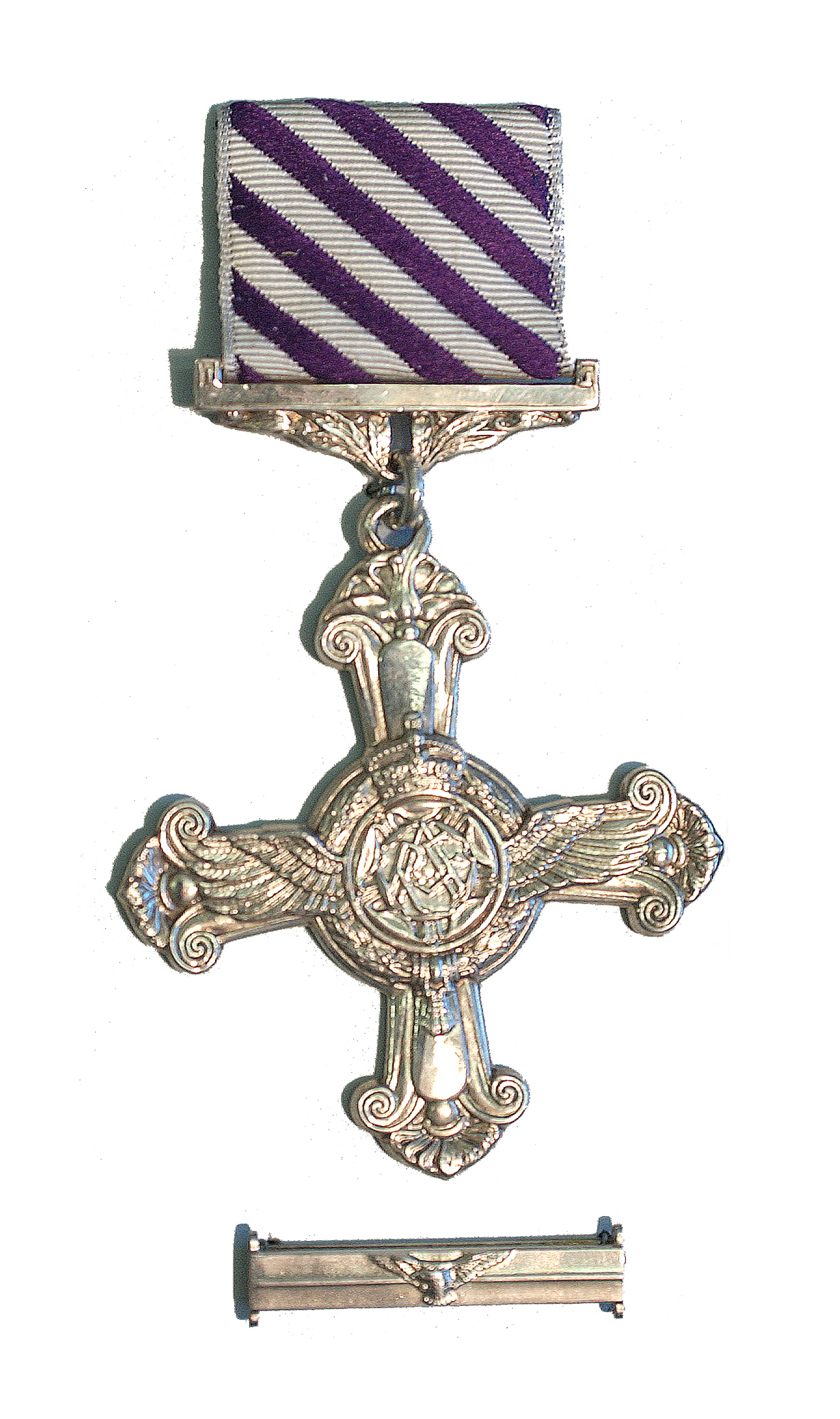
Récipiendaire de la Distinguished Flying Cross.

## Dans la culture populaire
Ce fait historique est rappelé dans l'album de bande dessinée « Le Groom vert-de-gris » de la série Spirou et Fantasio et dans le diptyque Typhoon de Christophe Gibelin paru aux Éditions Paquet, ainsi que dans le mensuel « Fluide Glacial » du mois d'août 2022 (no 554) « Jean de Selys Lonchamps, le Baron Belge » raconté par Julien Hervieux et dessiné par monsieur le chien.